# Sankt Oswald bei Haslach
Sankt Oswald bei Haslach é um município da Áustria localizado no distrito de Rohrbach, no estado de Alta Áustria.